# Jeremy Hammond
Jeremy Hammond (sinh ngày 8 tháng giêng, 1985) là một người hoạt động chính trị, một nhạc sĩ và cũng là một tin tặc từ Chicago, Hoa Kỳ. Ông ta bị kết tội và xử tù 10 năm vào tháng 11 năm 2013, vì đã ăn cắp 60 ngàn thẻ tín dụng và các thông tin cá nhân của 860 ngàn khách hàng hãng Stratfor.

Hammond cũng là người sáng lập trang web đào tạo bảo mật máy tính HackThisSite (tiếng Anh) vào năm 2003.

## Tiểu sử

### Thời niên thiếu
Hammond lớn lên ở ngoại ô Glendale Heights, Chicago, Illinois, với người anh em song sinh Jason. Hammond quan tâm đến máy tính khi còn rất trẻ, lập trình trò chơi video bằng QBasic lúc tám tuổi, và tạo lập các cơ sở dữ liệu ở tuổi 13. Khi còn là học sinh Hammond đã đạt được hạng nhất trong một cuộc thi về khoa học với một chương trình máy tính mà ông thiết kế. Ngoài ra ở trường trung học, ông trở thành một người tranh đấu cho hòa bình, tổ chức cho học sinh bỏ học biểu tình vào ngày Hoa Kỳ đánh vào Iraq và lập ra một tờ báo trường để phản đối chiến tranh Iraq.

### Học vấn
Hammond được học bổng toàn phần tại University of Illinois at Chicago. Vào mùa xuân 2004, khi ông mới bắt đầu tại đây, ông đã chỉ ra một lỗ hổng bảo mật trong trang mạng của phân khoa công nghệ thông tin. Vì lý do này Hammond bị đuổi khỏi trường.

### Âm nhạc
Jeremy, cùng với Jason, cũng ưa thích âm nhạc, và đã từng trình diễn với nhiều ban nhạc. Trước khi Jeremy bị bắt, cả hai chơi cho ban nhạc ở Chicago Dirty Surgeon Insurgency.

## Vụ án Stratfor
Vào ngày 5 tháng 3 năm 2012, Hammond bị bắt bởi nhân viên FBI tại Chicago vì những hành động liên hệ tới vụ thư từ của công ty cố vấn Strafor bị giao cho Wikileaks. Hammond là một trong 6 người từ Hoa Kỳ, Anh, và Ireland bị buộc tội. Vụ bắt bớ này xảy ra là nhờ sự hợp tác của một nhân chứng mà trên mạng có tên là tin tặc Sabu.
Hammond sau đó đã thú tội là vào năm 2011 đã xâm nhập vào máy tính của hãng Stratfor và của các cơ quan chính phủ cũng như của FBI. Riêng tại hãng Stratfor 60 ngàn số thẻ tín dung và thông tin cá nhân của 860 ngàn khách hàng bị đưa lên mạng, cả thư từ của hãng này cũng bị giao cho WikiLeaks. Theo Wikileaks thì 5 triệu lá thư điện tử này viết từ khoảng tháng 7 năm 2004 tới cuối năm 2011. Nó tiết lộ là Stratfor đã cung cấp cho những hãng lớn như Dow Chemical và các hãng sản xuất vũ khí như Lockheed Martin, Raytheon và Northrop Grumman, và cả bộ Bảo vệ Quê hương và cơ quan tình báo Hoa Kỳ những tài liệu gián điệp mật. Ngoài ra Hammond và những kẻ đồng lõa theo như lời buộc tội đã lấy từ dữ liệu tín dụng để rút 700.000 Dollar (519.000 Euro). Với những tội trạng này Hammond đã bị xử 10 năm tù.